# Sara Duarte
Sara Duarte (1968) es una deportista portuguesa que compitió en halterofilia. Ganó cuatro medallas en el Campeonato Europeo de Halterofilia entre los años 1988 y 1992.

## Palmarés internacional
| Campeonato Europeo | Campeonato Europeo              | Campeonato Europeo | Campeonato Europeo |
| Año                | Lugar                           | Medalla            | Categoría          |
| ------------------ | ------------------------------- | ------------------ | ------------------ |
| 1988               | San Marino (San Marino)         | Medalla de oro     | 48 kg              |
| 1989               | Mánchester (Reino Unido)        | Medalla de bronce  | 48 kg              |
| 1990               | Santa Cruz de Tenerife (España) | Medalla de plata   | 48 kg              |
| 1992               | Loures (Portugal)               | Medalla de bronce  | 48 kg              |